# Coenocyathus cylindricus
Espèce
Statut CITES
Coenocyathus cylindricus est une espèce de coraux appartenant à la famille des Caryophylliidae.